# REC 4: Apokalipsa
[●REC] 4: Apokalipsa (tytuł oryg. [●REC]⁴: Apocalipsis) − hiszpański horror z 2014 roku, napisany i wyreżyserowany przez Jaumego Balagueró. Sequel horrorów [●REC] (2007), [●REC] 2 (2009) i [●REC] 3: Geneza (2012). Premiera obrazu odbyła się 9 września 2014.. Zdjęcia kręcono w Barcelonie i Las Palmas de Gran Canaria.

## Obsada
- Manuela Velasco − Ángela Vidal
- Paco Manzanedo − Guzmán
- Héctor Colomé − dr. Ricarte
- Ismael Fritschi − Nick
- Críspulo Cabezas − Lucas
- María Alfonsa Rosso − Anciana
- Mariano Venancio − kapitan Ortega

## Nagrody i wyróżnienia
- 2015, Gaudí Awards:
  - nominacja do nagrody Gaudí w kategorii najlepsze kierownictwo produkcji (wyróżnieni: Oriol Maymó, Teresa Gefaell)[2]
  - nominacja do nagrody Gaudí w kategorii najlepsza scenografia (Javier Alvariño)[2]
  - nominacja do nagrody Gaudí w kategorii najlepszy montaż (Guillermo de la Cal)[2]
  - nominacja do nagrody Gaudí w kategorii najlepsza ścieżka dźwiękowa (Arnau Bataller)[2]
  - nominacja do nagrody Gaudí w kategorii najlepsze zdjęcia (Pablo Rosso)[2]
  - nominacja do nagrody Gaudí w kategorii najlepszy dźwięk (Xavier Mas, Oriol Tarragó, Marc Orts)[2]
  - nominacja do nagrody Gaudí w kategorii najlepsze efekty specjalne (Àlex Villagrasa, David Ambit, Lucía Salanueva, Lluís Rivera, Josep Claret, firma Lampost VFX)[2]
  - nominacja do nagrody Gaudí w kategorii najlepsza charakteryzacja/praca fryzjerska (Alma Casal, Elena Pérez)[2]
  - nominacja do nagrody Gaudí w kategorii najlepszy film kręcony w języku innym niż kataloński (Jaume Balagueró, firmy Castelao Pictures, Rec Apocalipse, Televisió de Catalunya, Televisión Española i Canal+ España)[2]